# لعبة الحبار
لعبة الحبار (بالكورية: 오징어 게임) هو مسلسل ديستوبيا وإثارة وبقاء كوري جنوبي، من تأليف وإخراج هوانغ دونغ هيوك لصالح نتفليكس. تدور أحداث المسلسل حول مسابقة سرّية يشارك فيها 456 متسابقًا يعانون من ضائقة مالية شديدة، يخاطرون بحياتهم في مجموعة من ألعاب الطفولة التي تم تحويلها إلى نسخ قاتلة، وذلك من أجل فرصة الفوز بجائزة مالية قدرها 45.6 مليار وون كوري (ما يعادل 39.86 مليون دولار أمريكي). يستمد عنوان المسلسل اسمه من لعبة أطفال كورية تُدعى "لعبة الحبار" (오징어). الممثل لي جونغ جاي يجسد دور البطولة.
استوحى هوانغ فكرة المسلسل من معاناته الاقتصادية الشخصية، إضافةً إلى التفاوت الطبقي في كوريا الجنوبية وانتقاده للرأسمالية. وعلى الرغم من أنه كتب القصة في عام 2009، إلا أنه لم يتمكن من العثور على شركة إنتاج تتبنى المشروع حتى أبدت نتفليكس اهتمامها به قرابة عام 2019، ضمن جهودها لتوسيع المحتوى الأجنبي لديها.
تم إصدار الموسم الأول من لعبة الحبار عالميًا في 17 سبتمبر 2021، وحظي بإشادة نقدية واسعة واهتمام دولي كبير. أصبح المسلسل الأكثر مشاهدة في تاريخ نتفليكس، وفاز بعدد من الجوائز، من بينها ست جوائز إيمي برايم تايم وجائزة غولدن غلوب واحدة.
بدأ إنتاج الموسم الثاني في يوليو 2023، وتم إصداره في 26 ديسمبر 2024. أما الموسم الثالث والأخير، فقد تم تصويره بالتزامن مع الموسم الثاني، وصدر في 27 يونيو 2025، لكنه حظي بتقييمات متباينة مقارنةً بالمواسم السابقة.

## القصة
في كوريا الجنوبية، يُعرض على سونغ جي-هون، وهو أب مطلّق ومدمن قمار غارق في الديون ويعيش مع والدته المسنّة، المشاركة في سلسلة من ألعاب الطفولة مقابل فرصة للفوز بجائزة مالية ضخمة. بعد قبوله العرض، يُنقل إلى موقع مجهول حيث يجد نفسه بين 455 لاعبًا آخرين يعانون جميعًا من أزمات مالية خانقة. يُجبر اللاعبون على ارتداء بدلات رياضية خضراء ويُراقبون على مدار الساعة من قِبل حرّاس مقنّعين يرتدون بزّات وردية، فيما تُدار الألعاب بواسطة "الرجل الأمامي" الذي يرتدي قناعًا أسود وزيًا أسودًا.
يكتشف اللاعبون سريعًا أن الخسارة في أي لعبة تعني الموت، وأن كل وفاة تضيف 100 مليون وون كوري (نحو 87,400 دولار أمريكي) إلى الجائزة الكبرى التي تبلغ 45.6 مليار وون (حوالي 39.86 مليون دولار). يتحالف جي-هون مع لاعبين آخرين، من بينهم صديقه في الطفولة تشو سانغ-وو والمنشقة الكورية الشمالية كانغ سي-بيوك، في محاولة للبقاء على قيد الحياة وسط تقلبات جسدية ونفسية مرعبة. في الوقت نفسه، يتسلل المحقق هوانغ جون-هو إلى الألعاب متنكّرًا كأحد الحراس بحثًا عن شقيقه المفقود.
في الموسم الثاني، وبعد ثلاث سنوات من فوزه، يقرر جي-هون العودة إلى اللعبة بهدف الانتقام من "الرجل الأمامي" وإنهاء اللعبة إلى الأبد، وينضم إليه المحقق جون-هو، شقيق الرجل الأمامي. وبعد وفاة إيل-نام، منشئ اللعبة، يتولّى "الرجل الأمامي" السيطرة الكاملة، ويحاول إقناع جي-هون بأن إنهاء اللعبة مستحيل بسبب "الطبيعة الحقيقية للبشر".
في الموسم الثالث والأخير، يواجه جي-هون واللاعبون ألعابًا أكثر فتكًا وخطورة، لها عواقب مدمرة. في الوقت ذاته، يرحّب إن-هو (الرجل الأمامي) بالـVIPs، بينما يواصل شقيقه جون-هو البحث عن الجزيرة، غير مدرك لوجود خائن بين صفوفهم.

## طاقم التمثيل
- لي جونغ جاي، بدور: سيونغ جي هون
- بارك هاي -سو، بدور: تشو سانغ وو (موسم 1)
- وي ها-جون، بدور: هوانغ جون هو
- أوه يونغ سو، بدور: أوه إيل نام
- هويون جونغ، بدور: كانغ ساي بيوك (موسم 1)
- هيو سونغ تاي، بدور: جانغ دوك سو (موسم 1)
- أنوبام تريباثي، بدور: علي عبدول (موسم 1)
- كيم جو-ريونغ، بدور: هان مي نيو
- يو سيونغ جو، بدور: بيونغ جي
- لي يو مي، بدور: جي يونغ (موسم 1)
- لي بيونغ هون، بدور: فرونت مان

### الموسم 2 ~ 3 (شخصيات جديدة)
- غونغ يو[11]
- ايم سي وان[11]
- كانغ ها-نيول[11]
- بارك سونغ هون[11]
- يانغ دونغ جيون[11]
- جو يو-ري[12]
- وون جي آن
- توب [13]
- بارك جيو يونغ
- كانغ اي شيم
- سونغ جي وو[13]
- سونغ يونغ تشانغ[13]

## الحلقات
| الموسم        | عدد الحلقات | تاريخ العرض الأصلي |  |
| ------------- | ----------- | ------------------ |  |
| الموسم الأول  | 9           | 17 سبتمبر 2021     |  |
| الموسم الثاني | 7           | 26 ديسمبر 2024     |  |
| الموسم الثالث | 6           | 27 يونيو 2025      |  |

## الاستقبال
وفقًا لـ فليكس باترول، احتل لعبة الحبار المرتبة الثانية في الفئة العالمية من «أفضل البرامج التلفزيونية على نتفليكس» بعد الدراما البريطانية التربية الجنسية في تصنيفات نتفليكس العالمية اعتبارًا من 20 سبتمبر.
أصبح المسلسل أول دراما كورية تحتل المرتبة الأولى في قائمة «أفضل 10 برامج تلفزيونية على نتفليكس» في الولايات المتحدة.
أعطى مجمع المراجعات روتن توميتوز المسلسل تقييم رضى بنسبة 100 ٪ بناءً على 7 مراجعات، بمتوسط تقييم 8.50 من 10.

### تأثيره
أدى النجاح الكبير لمسلسل على منصة نتفليكس إلى إقبال كبير حول العالم على تعلم اللغة الكورية، حيث وصل عدد من يريدون تعلمها إلى قرابة 8 ملايين مستخدم، ذكر تطبيق «دولينغو» انه حصل زيادة كبيرة إلى 76% في عدد المستخدمين الجدد الذين اشتركوا لتعلم اللغة الكورية في بريطانيا، و40 في المئة في الولايات المتحدة.
قال متحدث باسم شركة " SK Broadband " في كوريا الجنوبية، إن مزود خدمة الإنترنت الكوري الجنوبي قد رفعت دعوى قضائية ضد شبكة نتفليكس لدفع تكاليف زيادة حركة مرور الشبكة وأعمال الصيانة بسبب زيادة عدد المشاهدين لمحتوى المنصة الأميركية.

#### في السياسة
قبل الانتخابات الرئاسية لعام 2022 ، في كوريا الجنوبية، استخدم العديد من المرشحين بعض صور لعبة الحبار في إعلاناتهم السياسية وتحدي المعارضين لألعاب مماثلة، وكذلك استخدام موضوعات المسلسل المتعلقة بالتفاوت الاقتصادي كجزء من برنامجهم السياسي.

## الإنتاج

### ينتج
في 2 سبتمبر 2019 ، أعلنت نتفليكس من خلال بيان صحفي أنها ستوزع مسلسل كوري أصلي آخر من إنتاجاتها، في البداية كان العمل بعنوان الجولة السادسة، الدراما سيكتبها وينتجها هوانغ دونغ هيوك، الدراما سوف تستخدم قصته لعبة أطفال شهيرة من السبعينيات والثمانينيات تُعرف باسم لعبة الحبار.
كتب دونج هيوك كل الحلقات بنفسه، واستغرق ما يقرب من ستة أشهر لكتابة الحلقتين الأوليتين بمفرده، وبعد ذلك التفت إلى أصدقائه للحصول على آرائهم لمتابعة الكتابة.

### طاقم
في 17 يونيو 2020 ، اكدت تشكيلة المسلسل مع انضمام كل من: هيو سيونغ تاي، وي ها جون، كيم جو ريونغ، جونغ هو يون

### الموسم 2
في يونيو 2022، أعلن رسمياً عن تجديد المسلسل لموسم ثانٍ. كما تعمل نتفليكس أيضًا على صنع برنامج مسابقة واقع مبني على المسلسل، ويضم 456 لاعبًا يتنافسون للحصول على جائزة نقدية كبيرة.
بدا تصوير الموسم الثاني في النصف الثاني من عام 2023، وتم إصداره على نتفليكس في 26 ديسمبر 2024.

### الموسم 3
تم تصوير الموسم الثالث والأخير بالتزامن مع الموسم الثاني ومن المقرر عرضه في عام 2025. في 2 يناير 2025 ، كشفت نتفليكس عن طريق الخطأ عن تاريخ الاصدار، والذي هو في 27 يونيو 2025.
في 9 يونيو 2025 ، صرح هوانغ في المؤتمر الصحفي، أن الموسم الثالث سيكون الاخير، ولا توجد اي خطط لانتاج موسم رابع.

## وصلات خارجية
- لعبة الحبار على موقع IMDb (الإنجليزية)
- لعبة الحبار على موقع ميتاكريتيك (الإنجليزية)
- لعبة الحبار على موقع الموسوعة البريطانية (الإنجليزية)
- لعبة الحبار على موقع روتن توميتوز (الإنجليزية)
- لعبة الحبار على موقع نتفليكس (الإنجليزية)
- لعبة الحبار على موقع فيلمافينيتي (الإسبانية)
- لعبة الحبار على موقع كينوبويسك (الروسية)
- لعبة الحبار على موقع ألو سيني (الفرنسية)
- لعبة الحبار على موقع قاعدة بيانات الفيلم (الإنجليزية)